# ふうらいぼう。
ふうらいぼう。は、2001年結成で活動する日本のお笑いコンビである。ケーエープロダクションを経てソーレアリアに所属していた後にフリーとなるが2018年4月よりWAHAHA本舗の芸人部門であるWAHAHA商店の所属となる。

## メンバー
- 高橋 和明（たかはし かずあき、1976年8月19日 -  ）

大阪府出身。血液型はO型。身長173cm、体重56kg。趣味は自分の肉体鑑賞、デートプラン企画。特技は家具運び（家具屋の息子）、懸垂（mixiの懸垂コミュニティ参加）、ジャッキー・チェンを語る、中国茶。
- 小西 啓介（こにし けいすけ、1975年6月17日 -  ）

徳島県出身。血液型はB型。身長168cm、体重61kg。趣味はパソコン、野球。特技はものまね（レパートリーにブルース・リー）、バレーボール、簿記。広島東洋カープのファン。

## 出演番組
- 爆笑オンエアバトル（NHK総合）戦績0勝7敗 最高389KB
  - 通算0勝の芸人の中では2番目に敗戦が多い芸人である（これにダブルコセガレ、爆烈Q、クワバタオハラの6敗が続く）。
  - 2003年9月26日放送の大阪大会では305KBで10位となった。これは10位（最下位）で敗退した芸人の中でも最高KBとなっており、以降番組終了まで1度も破られなかった[2]。
- 上方演芸ホール（NHK大阪）
- 笑いの超新星（読売テレビ）
- 24時間テレビ（日本テレビ）

ほか

## ラジオ
- セカンドステージ～未来の大器達～

## 舞台
- 半袖☆パラダイス